# Dorama
Dorama (ドラマ? lett. "dramma"), o terebi dorama (テレビドラマ? lett. "dramma televisivo"), è un termine giapponese che identifica un tipo di serie televisiva e che si ricollega ai termini inglesi "drama" e "television drama". Queste serie vengono trasmesse in Giappone dalle principali emittenti nazionali e sono concepite per essere viste con cadenza quotidiana o settimanale in ambito domestico. Un dorama può anche essere autoconclusivo e avere un episodio singolo con una storia completa. 
I dorama sono prodotti e trasmessi anche da altri Paesi dell'Asia come Corea del Sud, Taiwan, Hong Kong, Cina, Singapore, Filippine e Thailandia.

## Storia e significato del termine
Nella cultura occidentale, col termine dramma si intende originariamente un intreccio narrativo "drammatico" d'origine mitologica destinato alla rappresentazione teatrale (tragedia greca). La parola dorama (drama in Corea) è derivata dalla pronuncia giapponese di "dramma" e vuol significare specificamente "azione" o "fare". Nella maggior parte dei casi difatti i protagonisti dei dorama hanno problemi finanziari, familiari o personali in genere (sentimentali e amorosi) che devono cercare di risolvere.
Il primo dorama storicamente accertato è stato Gekko Kamen del 1958, che conta centotrenta puntate; è stato in questo caso un serial televisivo. A partire poi dagli anni settanta iniziarono a prender piede i telefilm in costume, il più famoso dei quali in Italia è sicuramente Megaloman: tra gli altri spiccano anche Spectreman, Ultralion, Jumborg Ace, Ultraman coi suoi seguiti (Ultraman Ace, Ultraman Leo, Ultraman Taro), Guerra fra galassie e Koseidon, tutte amanti degli effetti speciali-tokusatsu. Qui l'eroe di turno si trova a dover combattere e sconfiggere mostri-pupazzi di varia natura.
È tuttavia a partire dagli anni novanta che si è assistito a un autentico boom di questo format, specialmente per quel che riguarda il genere romantico, anche se le storie sono per lo più ancora decisamente rivolte a un pubblico adulto. Fu proprio a partire da Love Generation del 1997 che si sterzò in direzione dei gusti di un pubblico più giovane. Negli ultimissimi anni si è giunti poi all'ideazione di dorama fatti appositamente per cellulari, con trasmissioni giornaliere di cinque minuti.
Spesso sono storie tratte da manga o anime; in tal caso gli adattamenti sono detti live action (come ad esempio Great Teacher Onizuka) che non seguono necessariamente con fedeltà assoluta la trama dell'originale; oppure storie originali, come ad esempio Atashinchi no danshi, Orange Days, Majo no Jouken, Code Blue.
Possono essere di durata variabile e possono utilizzare il format della serie televisiva, del film singolo (chiamati tampatsu) o dello special. In certe occasioni particolari (ricordare un anniversario o un evento storico) possono infine essere prodotti dei dorama di uno o due puntate (miniserie televisive), come è stato ad esempio con Byakkotai e Hadashi no Gen, che trattano un tema specifico.

## Programmazione
Tutte le più importanti reti televisive giapponesi producono a ritmo continuo varietà d'ogni genere di dorama, che possono spaziare dalla più classica commedia romantica, al poliziesco, al "romanzo" storico, horror e così via. Si va pertanto dalla commedia leggera al dramma tragico più impegnativo.
A seconda del periodo di trasmissione della serie si possono distinguere quattro tipi di dorama: invernale (gennaio-marzo), primaverile (aprile-giugno), estivo (luglio-settembre) e autunnale (ottobre-dicembre), con nuove serie stagionali per ogni canale televisivo. Quelli considerati più importanti e che richiedono maggior sforzo e impegno di produzione sono quelli trasmessi durante la stagione invernale; generalmente quelli più leggeri e meno impegnativi sono invece trasmessi durante l'estate.
Alcune serie possono anche iniziare in un mese differente rispetto alla stagione in cui poi effettivamente si conclude, in questo caso può esser ancora considerato come serie della stagione in cui ha preso il via. Vi possono essere da nove fino a venti nuovi dorama diversi per ogni stagione, distribuiti fra le varie emittenti nazionali: Nippon Television, TBS, Fuji TV, TV Asahi, NHK, TV Tokyo, Yomiuri TV, TVK e TXN.
I nove principali canali nipponici producono da soli la quasi totalità delle serie televisive etichettate come dorama. Quelli mandati in onda su FujiTV e NTV sono di solito i più popolari e gettonati al giorno d'oggi. La Fuji TV è anzi ampiamente riconosciuta come l'inventrice della formula dorama; a partire dai primi anni novanta passavano sui suoi schermi i primi dorama di tendenza con l'utilizzo di giovani e giovanissimi attori e attrici famosi in quel tempo, con al loro interno una storia d'amore più o meno problematica da portare a risoluzione.
Nella maggior parte dei casi vengono trasmessi durante i giorni feriali, in prima o seconda serata (dalle 21 alle 23), ma vi son anche casi specifici di dorama trasmessi in tarda mattinata o durante le ore pomeridiane, su base giornaliera e che hanno una durata di programmazione di diversi mesi (questo accade per quelli denominati asadora).
In base all'ora di messa in onda del programma o all'argomento trattato possiamo distinguere diversi tipi di dorama, tra cui ricordiamo quelli ad ambientazione storica, detti jidaigeki, e quelli che raccontano storie d'amore (ren'ai).
Nei dorama serali, i più quotati, i membri del cast sono accuratamente selezionati e tendono a essere attori famosi a cui il pubblico risulta esser molto affezionato. La scelta dei protagonisti com'è ovvio influenza l'indice d'ascolto finale e ciò risulta essere particolarmente importante nei cosiddetti "ren'ai-Renzoku".
La "formula dorama" è ottimizzata per adattarsi, ma anche modificare in parte il gusto degli spettatori, in special modo quando si trovano ad affrontare tematiche più difficili, quali possono essere quelle adolescenziali, sulla violenza, la vita familiare moderna o l'abuso sui minori e la delinquenza giovanile; tutti temi affrontati con spirito di leggerezza (apparentemente ingenuamente), ma anche molto sinceramente, senza nascondersi dietro veli moralistici.
La colonna sonora e il tema musicale di sottofondo impostano il tono generale della serie; le sigle iniziali e finali sono poi cantate da gruppi ormai celebri al grande pubblico, quali gli Arashi e i KAT-TUN, i B'z e gli Hey! Say! JUMP.

## Tipologie
La formula più classica del dorama in versione giapponese è il renzoku, formato breve di undici o dodici puntate (con rare eccezioni da otto fino ad arrivare a un massimo di quattordici) che hanno una durata di quarantacinque o sessanta minuti ciascuna. Viene trasmesso la sera, una volta alla settimana per una durata complessiva di circa tre mesi a un orario fisso (variabile tra le 21 e le 23 circa) prestabilito.
A volte vi può essere uno special che avrebbe funto da epilogo, realizzato dopo l'episodio finale, sempre che la serie abbia riscosso un notevole successo. Quasi sempre inizia e termina all'interno della medesima stagione. Tema principe è quello della vita familiare/scolastica/lavorativa giovanile, rappresentata però molto spesso in un contesto di drammaticità.
Il principale formato che rivaleggia con questo è quello trasmesso dall'emittente nazionale NHK, si tratta dell'asadora (asa-mattino e dora-contrazione per dorama). Si tratta di lunghe serie che possono giungere fino a un totale di centocinquanta puntate di quindici minuti ciascuna e che vanno in onda ogni mattina dal lunedì al sabato per sei mesi e che iniziano nei mesi di marzo e settembre. A causa della loro funzione e brevità, accompagnano durante la prima colazione, i temi affrontati sono generalmente più semplici e leggeri di quelli renzoku.
Altro formato è quello denominato taiga ("fiume"): si tratta difatti di un fiume di cinquanta episodi da quarantacinque minuti ciascuno e distribuiti su un intero anno, trasmessi pertanto una volta alla settimana. La stragrande maggioranza dei taiga sono dorama incentrati sulla vita di un personaggio storico o su un periodo fondamentale della storia giapponese, quello dei samurai ad esempio, o il periodo Edo, il periodo Sengoku o il periodo Meiji.
Il più recente tra i format di dorama, a tutt'oggi quello risultante come il più raro, è il tampatsu: si tratta di un racconto che va in onda in una sola o poche sere consecutive. Può esser sia un film per la televisione nel senso più autentico del termine, oppure una puntata speciale che riprende il tema e i personaggi di un precedente renzoku di successo. A volte occorre proprio vedere il tampatsu per sapere come finisce una serie vera e propria. Esempi di tampatsu sono Yuuki, Myu no Anyo Papa ni Ageru, Sensei wa Erai e Proposal Daisakusen SP.

## Generi
Familiare
indica una storia che si svolge all'interno del circolo familiare. Prendendo come punto di partenza una famiglia che sembra, a prima vista, del tutto normale (permettendo così al pubblico di identificarvisi facilmente), introduce poi un elemento di contrasto che avrebbe contribuito allo sviluppo di una narrazione interessante, oltre a permettere spesso di esplorare un settore specifico della società (classe sociale, ambiente lavorativo e così via). Esempi di questo tipo possono essere Hotman o Seigi no Mitaka.
All'interno di questo genere si può sviluppare il tema drammatico-romantico più classico, come ad esempio in Tatta hitotsu no koi.
Di tendenza o alla moda
la storia deve far riferimento alla vita quotidiana di tutti i giapponesi. L'obiettivo è per loro quello di identificarsi pienamente col personaggio. Caratteristica peculiare di questo tipo di dorama, e che lo differenzia da tutti gli altri telefilm di stampo occidentale, è il fatto che ogni puntata viene girata solo poche settimane prima della sua uscita effettiva, spesso in quartieri popolari di Tokyo, il che permette a molti fan di far visita ai loro idoli nei luoghi delle riprese delle scene o addirittura dietro le quinte della serie.
Scolastico
il genere alla moda può anche essere suddiviso in sottogeneri che si concentrano su temi specifici, tra cui quello scolastico è uno dei più eminenti. Quest'epoca ed età della vita è quella che più colpisce la fantasia nipponica, pertanto quasi sempre questo tipo di dorama è destinato ad aver un successo strepitoso, in quanto sfruttano la nostalgia dei più adulti permettendo allo stesso tempo ai più giovani di identificarsi coi personaggi e le situazioni affrontate.
Sono anche tra i più numerosi e conosciuti, interpretati quasi sempre da idol o giovani cantanti di successo che attrae e affascina il pubblico adolescente. Qui uno dei temi fondamentali risulta essere il rapporto amicale intercorrente tra i vari personaggi, mentre il vero e proprio amore (anche se può benissimo esser presente) può tranquillamente passare in secondo piano. In questo tipo di dorama generalmente non vi è un unico protagonista dominante con un contorno di comparse, bensì anche quattro o cinque veri e propri personaggi principali, ognuno dei quali con una propria storia personale da sviluppare ed evolvere.
All'interno del dorama scolastico possiamo veder trattati questi temi:
- il protagonista concentra tutti i suoi sforzi per dare vita e compimento alla sua passione. L'eroe è generalmente al suo ultimo anno di liceo e, nonostante le pressioni dei genitori per spingerlo a studiare, decide invece di godersi pienamente i suoi ultimi momenti di adolescente inseguendo i suoi sogni fino alla fine (spesso si tratta di un ideale sportivo). Oppure l'eroina, presa da passione incontenibile per un ragazzo che si trova attualmente all'altro capo del mondo, lascia la famiglia e la scuola e corre da lui. Esempi di questo tipo sono Water Boys 1 e 2, H2, Hana Yori Dango e Hana Yori Dango Returns, Hanazakari no Kimitachi e, Proposal Daisakusen, Honey and Clover, Scrap Teacher, Battery e Tumbling. Tuttavia la lista è qui veramente infinita.
- in secondo luogo lo studente rinunzia allo studio a favore di un obiettivo o scopo più nobile. Esempi rilevanti sono Great Teacher Onizuka, Gokusen 1, Gokusen 2 e Gokusen 3, Dragon Zakura, Rookies ma anche Majo no jōken, Life, Stand Up!! e 14 sai no haha.
- infine persone appartenenti al mondo della Yakuza sta coinvolgendo forzatamente nella sua vita qualche studente, il che innesca situazioni spesso al limite del tragicomico. Nonostante i suoi notevoli sforzi per tener celata la sua vera identità, alla fine questa viene a galla. Esempi sono Gokusen e My Boss, My Hero.

Poliziesco
un genere questo diffusosi recentemente, incentrato per lo più sul tema della vendetta e dal ritmo incalzante. Esempi di questo tipo sono Hero, Kurosagi, Puzzle, Maou, RH Plus, Hidarime Tantei Eye, Bloody Monday, i tre film di Detective Conan e in misura minore Yukan Club e Tantei gakuen Q.
All'interno di questo genere possiamo vedere trattati anche i temi fantascientifici, come ad esempio in Zettai Kareshi.
Tragico
all'interno di questo genere di dorama è quasi sempre presente il tema della malattia, accompagnandola dall'inizio della diagnosi fino alla sua ultima conclusione. Tematica trattata sempre con molta dignità e profondo pudore e rispetto. Esempi ne sono 1 Litre no Namida, Koizora o i tanpatsu Yuuki e Myu no Anyo Papa ni Ageru.
Di carriera
questa tipologia strizza anche l'occhio e guarda alla posizione delle giovani donne che sono ancora titubanti all'idea di abbandonare la loro vita come casalinghe per iniziare una carriera professionale. Cercare di modificare gli atteggiamenti comunemente sentiti è cosa lenta e irta di ostacoli, specialmente per una donna che vuole continuare a lavorare per raggiungere il livello degli uomini e abbandonare così ogni tipo di idea familiare; alcune di queste serie illustrano chiaramente che, ancora oggi, dobbiamo scegliere tra l'esclusività della carriera ed il matrimonio. Esempi del genere sono Kimi wa Petto, Sore wa, totsuzen, Arashi no you ni, Anego, Suppli, ma anche Lunch no joō, Yama Onna Kabe Onna e Koishite Akuma: quasi sempre qui è una donna più grande che incontra l'amore nella persona di un ragazzo più giovane (l'idol maschile del momento).
Storicoma il maggior numero di spettatori viene raccolto attorno alla televisione dal grande "romanzo storico". Racconta un periodo storico, spesso l'epoca Edo o durante lo shogunato Tokugawa, concentrandosi sulla vita di personaggi importanti per la storia giapponese; ma è anche quello meno conosciuto in occidente in quanto più difficile da comprendere a una mentalità estranea alle vicende interne nipponiche.
Mescolata infine tra tutti questi generi abbiamo la lunga lista di dorama tratti da manga e/o anime; sono versioni live action con attori in carne e ossa che interpretano personaggi di fantasia e generalmente si tratta di commedie. Tra questi possiamo citare Attack No. 1, Yamato Nadeshiko shichi henge, Yokai Ningen Bem, Otomen, Bambino!, One Pound Gospel, Princess Princess D, Antique Cake Store, Nodame Cantabile e Host Club - Amore in affitto.
Alcuni dorama sono infine anche tratti da romanzi o libri di successo, come Densha Otoko (serie televisiva) e Nobuta wo Produce.

## Accoglienza
I dorama non sono visti, conosciuti e apprezzati solamente in Giappone. Inizialmente pensati e prodotti anche per poter interessare e piacere ad altri Paesi asiatici (Vietnam, Malaysia, Indonesia, Thailandia, Mongolia e in misura molto minore l'India) si diffusero anche in America Latina di lingua spagnola, in Russia e in parte del mondo arabo. Quasi sempre gli originali dorama giapponesi sono sottotitolati fin dall'inizio anche in inglese; sono inoltre venduti in DVD negli Stati Uniti.
Nei Paesi in cui non vengono comprati i diritti di trasmissione e pubblicazione dei dorama hanno cominciato a sorgere fansub, ovvero forum di appassionati che si incaricano di tradurre gratuitamente i vari dorama, via via che questi appaiono.